# Letting Go (novela)
Letting Go es la primera novela de autor estadounidense Philip Roth. Fue publicada en 1962 y está ambientada en los años 1950. En España fue publicada por la editorial Mondadori en 2007 con el título de Deudas y dolores.

## Resumen del argumento
Gabe Wallach es un estudiante de posgrado de literatura en la Universidad de Iowa y un ardiente admirador de Henry James. No queriendo enclaustrarse en las demandas intelectuales de una vida literaria, Gabe busca alivio en lo que él llama "el mundo de sentimiento". Después de la muerte de su madre, Gabe se hace amigo de otro estudiante, Paul Herz. La novela narra cómo sus vidas y la de la esposa de Paul, Libby, se relacionan.

## Temas
Gran parte de la tensión en la novela viene del conflicto entre los personajes y las restricciones sociales de los años 1950. Las relaciones románticas son escrutadas fuertemente. Paul Herz y su esposa Libby pierden contacto con sus familias debido a que uno es judío y la otra es católica.
La clase social también juega un papel importante, especialmente entre Gabe y su novia Martha, quien es una madre divorciada de dos hijos y lucha por mantenerlos. Martha teme constantemente que Gabe la vaya a abandonar, pero a pesar de sus numerosas peleas, Gabe siempre regresa con ella.